# Filipino (Luisiana)

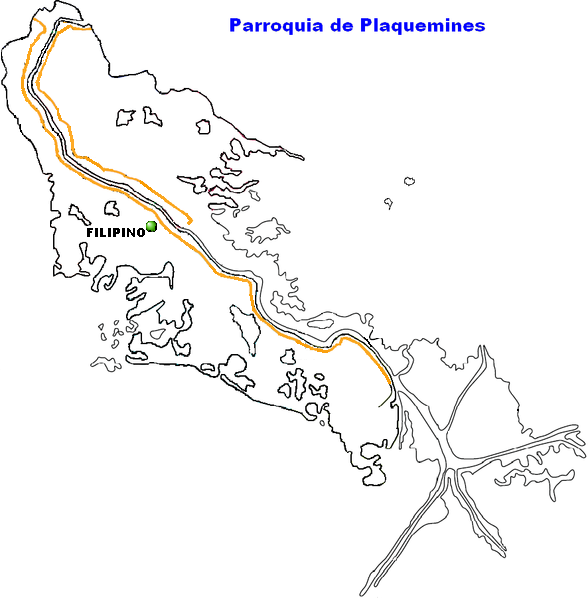
Localización de Filipino en el mapa de la Parroquia de Plaquemines.

Filipino es una pequeña comunidad ubicada sobre el delta del río Misisipi, dentro de la parroquia de Plaquemines, en el estado de Luisiana, Estados Unidos.

## Geografía
La localidad de Filipino se localiza en 29°33′39″N 89°48′52″O / 29.56083, -89.81444. Esta comunidad posee menos de un metro de elevación sobre el nivel del mar, convirtiéndola una zona proclive a las inundaciones. Su población se compone de menos de veinte habitantes. Esta comunidad se localiza a cincuenta y dos kilómetros de Nueva Orleans, la principal ciudad de todo el estado, y a 536 kilómetros del aeropuerto internacional más cercano, el (IAH) Houston George Bush Intercontinental Airport.